# Det Hem'lige Teater
Det Hem'lige Teater er et teater med adresse på Kjellerupsgade 20 i Aalborg.
Det Hem'lige Teater har gennem årene markeret sig med store eksperimenterende og grænseoverskridende forestillinger i bybilledet.[kilde mangler]